# Odawara
Odawara (小田原市) és una ciutat situada a la prefectura de Kanagawa, Japó.
El juny de 2013, es va estimar que la ciutat tenia 196,922 habitants i una densitat de 1730 habitants per km². La seva àrea total és de 114.09 km².

## Ciutats germanes
- - Nikko, Tochigi, des del 19 de desembre de 1980
- - Kishiwada, Osaka, des del 26 de juny de 1968
- - Chula Vista, Califòrnia, EUA, des del 8 de novembre de 1981
- - Manly, Austràlia, des de 1991
- - Shenzhen, Xina, des del 4 de febrer de 1993